# بورلی رنجر
بورلی رنجر (انگلیسی: Beverly Ranger؛ زادهٔ ۱۳ مارس ۱۹۵۳) بازیکن فوتبال اهل جامائیکا است.
از باشگاه‌هایی که در آن بازی کرده‌است می‌توان به باشگاه فوتبال کیکرز اوفنباخ و باشگاه فوتبال برگیش گلادباخ اشاره کرد.